# Mi vida con ellas
Mi vida con ellas é o segundo álbum ao vivo, e o décimo-quinto, da carreira do roqueiro argentino Fito Paez.
O título do álbum é uma referência a vida do músico com "elas" - as canções, as mulheres, as garrafas, as noites, etc.
Foi lançado oficialmente no dia 08 de dezembro de 2004. Eles podem ser vendidos separadamente, ou como um disco duplo.

## O Álbum
As canções deste álbum são uma compilação de gravações ao vivo durante os 20 anos de carreira solo do artista. Assim, cada uma foi retirada de um show.
As mulheres na capa do disco 01 são:  Fabiana Cantilo, Charito Gómez, Divina Gloria, Romina Ricci, Ana Álvarez de Toledo, Jorgela Argañaraz e Macarena Amarante.
As mulheres na capa do disco 02 são: Cecilia Roth, Fernando Noy (travesti), Dolores Fonzi, Claudia Puyó, Sonia Lifchitz, Rosario Delgado, Romina Cohn e Nora Lezano.

## Faixas

### Disco 01
1. "Lo que el viento nunca se llevó" - Luna Park , Buenos Aires - 16/11/1996
2. "11 y 6" - Teatro Gran Rex , Buenos Aires - 18/11/1999
3. "Un vestido y un amor" - Estadio Centenario , Montevideo, Uruguay - 11/12/1999
4. "Absolut Vacio" - Teatro Gran Rex , Buenos Aires - 29/11/2003
5. "Al lado del camino" - Town Hall, New York , EUA - 27/09/2000
6. "El amor después del amor" - Montreaux Jazz Festival, Suiça - 08/07/1994
7. "Aguas de marzo" - Rio de Janeiro - 11/06/2002
8. "Dar es Dar" - Luna Park , Buenos Aires - 16/11/1996
9. "Ciudad de pobres corazones" (Participações de Gustavo Cerati e Charly García) - Teatro Gran Rex , Buenos Aires - 18/11/1999

### Disco 02
1. "Rey Sol" - Estadio Obras Sanitarias - Buenos Aires - 01/12/2000
2. "Naturaleza sangre" - Teatro El Círculo - Rosario - 07/09/2004
3. "Llueve sobre mojado"  - Palacio de los Deportes - Bogotá - 06/08/2003
4. "Tumbas de la gloria" - Conde Duque - Madrid - 06/07/2004
5. "Tres agujas" - Teatro El Círculo - Rosario - 07/09/2004
6. "Cerca de la Revolución" (Participação de Charly García) - Estadio Obras Sanitarias - Buenos Aires - 01/12/2000
7. "Las cosas tienen movimiento" (Participação de Luis Alberto Spinetta nos vocais e na guitarra) - Teatro El Círculo - Rosario - 07/09/2004
8. "Polaroid de Locura Ordinária" - Conga Room - Los Angeles - 14/09/2000
9. "Mariposa Tecknicolor" - Instituto Cultural Cabañas - Guadalajara - 03/10/2002